# Capuronia
Capuronia, monotipski je biljni rod do 4 metra visokog bodljikavog drveća ili grmova iz porodice Lythraceae, jedina vrsta je madagaskarski endem C. benoistii.

## Opis
Capuronia je jedini dvodomni rod u porodici Lythraceae. Srodan je rodovima Lafoensia i Punica (Inglis & Cavalcanti, 2018). Njegovo se drvo koristi u stolarstvu, građevinarstvu (kolibe, ograde, torovi za stoku) i proizvodnji drvenog ugljena (Razafintsalama i dr., 2014.). Listovi su nasuprotni, križasti, jednostavni. Cvat: dihazijalni, razgranat ili jednostruki. Plodovi: bobice, 5-8 sjemenki; obrnuto jajaste ili suborbikularne sjemenke.
Rod je opisan u Comptes Rendus Hebdomadaires des Séances de l'Académie des Sciences 251: 1033. 1960.

## Sinonimi
- Euphorbia benoistii Leandri; Not. Syst., ed. Humbert 13: 117 (1947)
- Capuronia madagascariensis Lourteig; Compt. Rend. Acad. Sci., Paris, ccli. 1033 (1960)